# 朝鮮仁宗
朝鮮仁宗（：／ Joseon Injong；1515年3月10日—1545年8月7日），姓李，諱峼（：／ Yi Ho），幼名億命，字天胤，是朝鲜王朝第十二任國王，1544年至1545年在位。

## 生平
李峼乃中宗嫡长子，生母為章敬王后尹氏，中宗十年二月二十五日誕生。章敬王后在他出生後不久因血崩病逝，因此他一直都由文定王后尹氏扶養。中宗十五年被冊封為王世子。
中宗三十九年十一月二十日卽位於昌慶宮明政殿，仁宗元年七月一日昇遐，在位僅九個月。因未生下子嗣，故由同父异母弟弟李峘為王世弟即位，即第十三任国王明宗。官方記載李峼因為父王去世后太悲傷而得病，但民間謠傳李峼是被繼母尹大妃毒杀。
李峼在位期间，恢复了父王时废的贤良科，平反趙光祖等人的冤案，深得人心。
群臣上廟號仁宗，諡號獻文懿武章肅欽孝，明朝賜諡榮靖，全稱仁宗榮靖獻文懿武章肅欽孝大王。仁宗葬于今日京畿道高陽市西三陵的孝陵。

## 妻妾
| 身分 | 稱號         | 生卒年         | 本貫 | 父母                              | 備註                                             |
| ---- | ------------ | -------------- | ---- | --------------------------------- | ------------------------------------------------ |
| 王妃 | 仁聖王后朴氏 | 1514年－1577年 | 潘南 | 錦城府院君朴墉 聞韶府夫人義城金氏 | 又稱「恭懿王大妃」。                             |
| 後宮 | 淑嬪尹氏     | ？－？         | 坡平 | 尹元亮 順天張氏                   | 仁宗繼母文定王后的姪女。                         |
| 後宮 | 惠嬪鄭氏     | ？－1597年     | 慶州 | 鄭溫 南原梁氏                     | 事蹟不詳。在宣祖年間於海州去世，後葬於交河東面。 |
| 後宮 | 貴人鄭氏     | 1520年－1566年 | 延日 | 鄭惟沈 竹山安氏                   |                                                  |

- 中宗三十一年（1536年）五月曾定尹溉之女為良娣，數日後金安老為了讓外孫女能夠進入東宮不惜誣陷尹溉，最後如金安老所願尹氏無法成為世子的後宮。[5][6]

## 影視作品
| 劇名             | 時間   | 電視台 | 演員                          |
| ---------------- | ------ | ------ | ----------------------------- |
| 女人天下         | 2002年 | SBS    | 權五民（幼年） 鄭泰祐（成年） |
| 傳說的故鄉-鬼書  | 2008年 | KBS2   | 金榮在                        |
| 天命             | 2013年 | KBS2   | 任瑟雍                        |
| 師任堂，光的日記 | 2017年 | SBS    | 盧英學                        |